# Площадь Пречистенские Ворота
Пло́щадь Пречи́стенские Воро́та (в 1924—1993 годах — Кропо́ткинская пло́щадь) — является частью, а фактически началом, Бульварного кольца между Волхонкой, Пречистенкой, Остоженкой, Соймоновским проездом и Гоголевским бульваром. Расположена в Хамовниках. На площади находится станция метро «Кропоткинская».

## Происхождение названия
Площадь возникла у ворот в стене Белого города, от которых начиналась улица Пречистенка. Бывшие названия площади — Чертольские Ворота (XVI век) по местности Чертолье, Пречистенские Ворота (до 1924 года) по церкви Пречистыя Богородицы Смоленской в Новодевичьем монастыре, площадь Кропоткинских Ворот, Кропоткинская площадь и Кропоткинские Ворота (1924—1993) в память о князе Петре Алексеевиче Кропоткине (1842—1921) — революционере, теоретике анархизма, учёном-географе и геологе, исследователе Восточной Азии. Он родился в одном из ближних переулков — Штатном (ныне Кропоткинский переулок).

## Описание

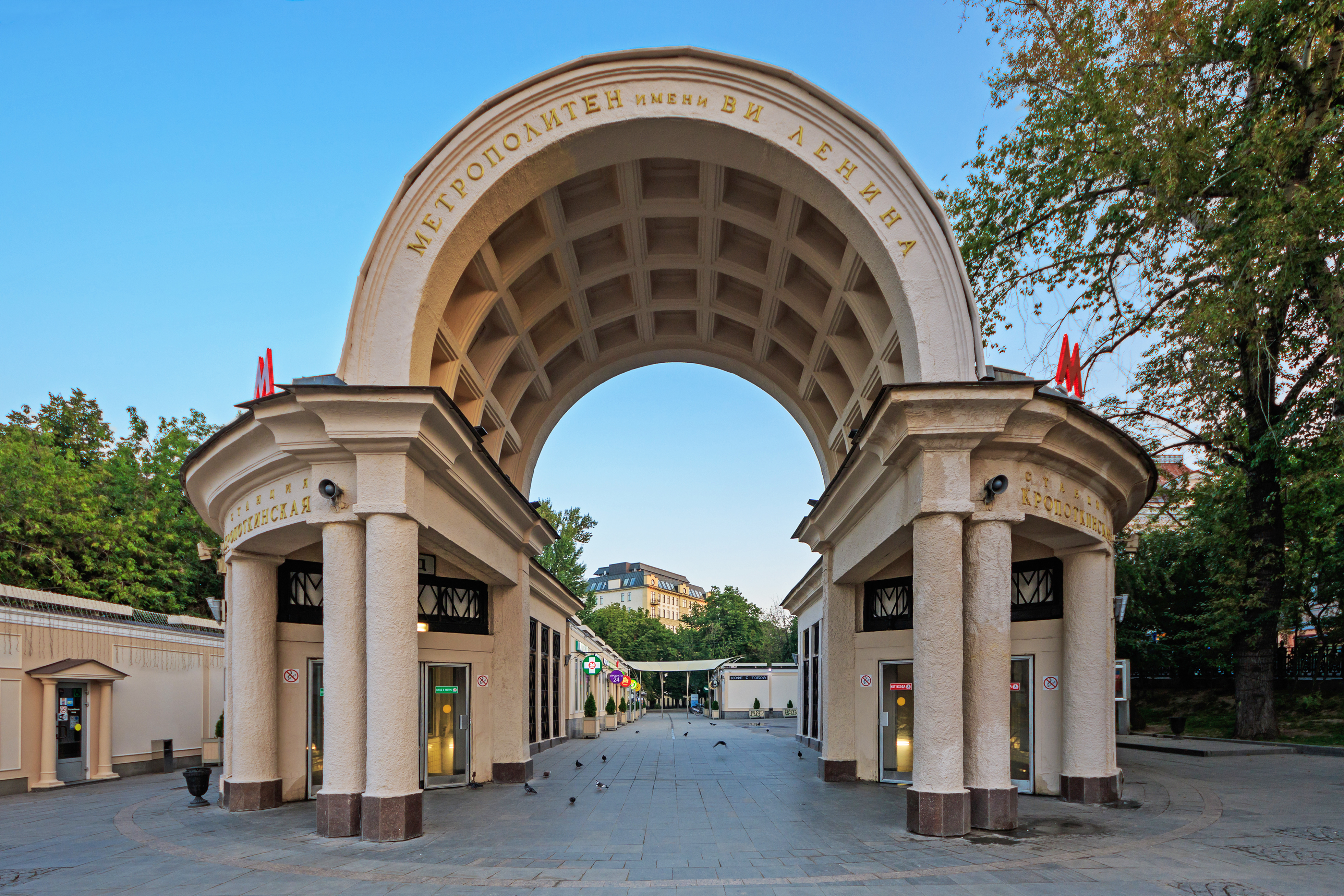
Выход станции метро Кропоткинская к Пречистенским Воротам

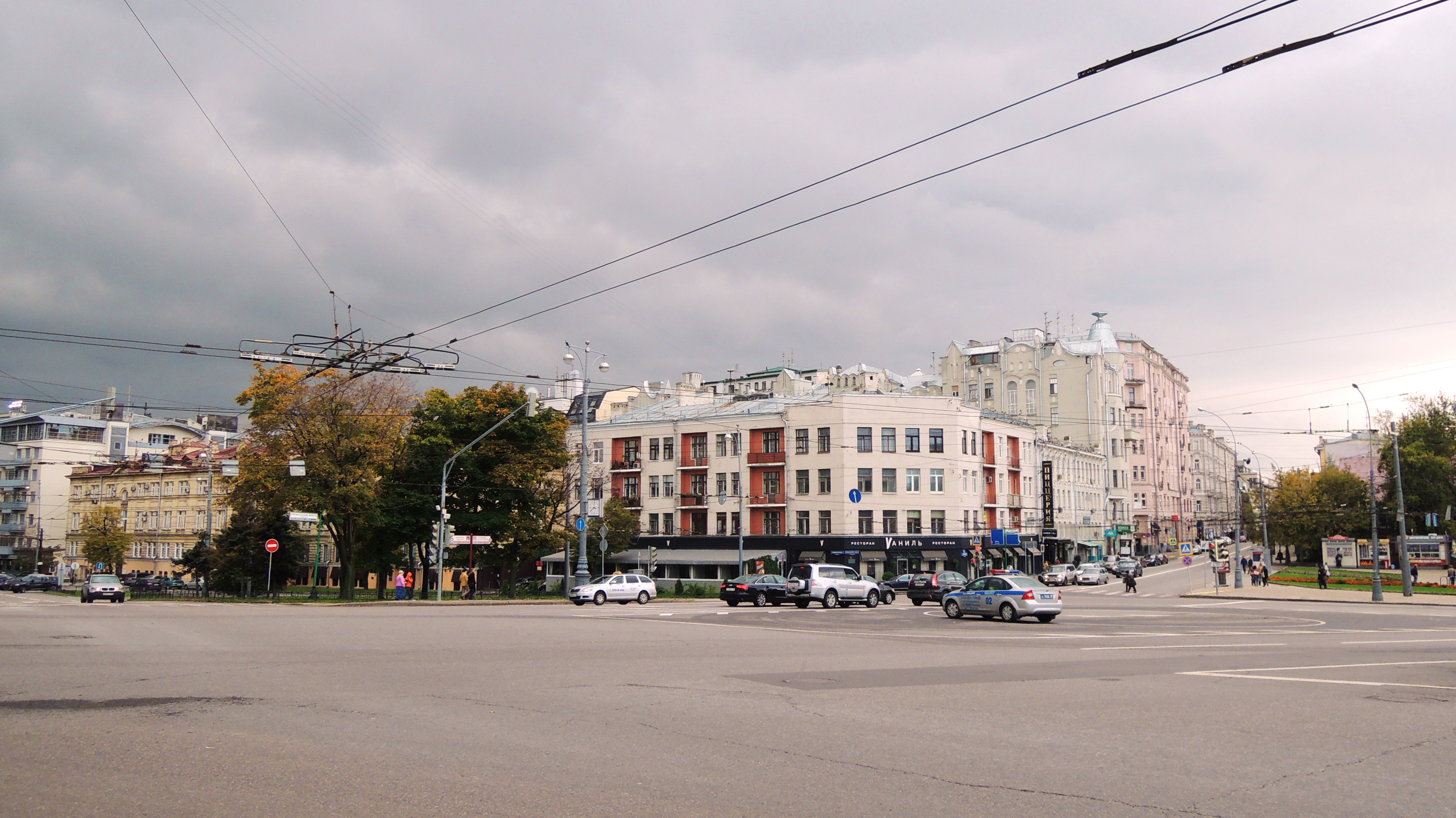
Площадь, угол между Остоженкой и Соймоновским переулком

С площади Пречистенские ворота начинается Бульварное кольцо Москвы. Она расположена между Соймоновским проездом и Гоголевским бульваром, с северо-востока на неё выходит Волхонка, пересекающая площадь и делящаяся за ней на Пречистенку и Остоженку, расходящиеся под острым углом на юго-запад. На углу Соймоновского проезда и Волхонки находится ансамбль Храма Христа Спасителя с парком, а со стороны Гоголевского бульвара на площадь выходит западный вестибюль станции метро «Кропоткинская» (архитектор вестибюля С. М. Кравец). На стрелке Пречистенки и Остоженки стоит памятник Фридриху Энгельсу (1976, скульптор И. И. Козловский) .

## Организация движения
Площадь представляет собой сложную автомобильную развязку 5 улиц, две из которых — бульварного типа. Лишь фрагмент, прилегающий к Гоголевскому бульвару, занят небольшой парковкой.

## Общественный транспорт
Через площадь проходят автобусы м5, м6, с755.